# 土桥乡 (庆城县)
土桥乡，是中华人民共和国甘肃省庆阳市庆城县下辖的一个乡镇级行政单位。

## 行政区划
土桥乡下辖以下地区：
西掌村、佛殿湾村、杨河村、王塬村、合丰村、新民村和南庄塬村。